# 内之浦湾
座標: 北緯31度17分24秒 東経131度05分50秒 / 北緯31.29000度 東経131.09722度

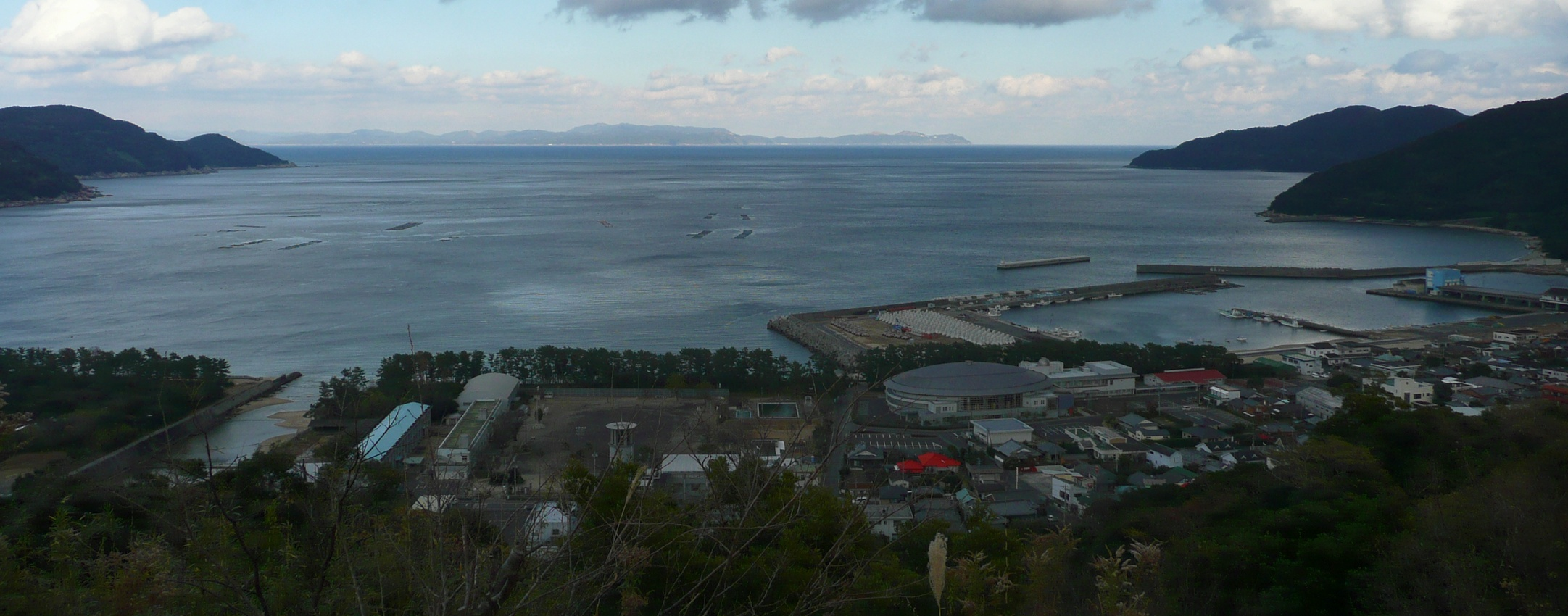
叶岳ふれあいの森からの眺望

内之浦湾（うちのうらわん）は鹿児島県東部（肝付町）にある湾。北東方向に開けた湾であり、志布志湾に面している。
湾口の幅は約3km、奥行き約3.5km。北岸と南岸は山地であり、西岸に若干平野が広がっている。また南西岸に内之浦港があり、湾内ではブリの養殖などが行なわれている。湾内に大きな島は無く、流入河川としては広瀬川・小田川等があり、西岸に注いでいる。